# Sułówek
Sułówek – wieś w Polsce, położona w województwie lubelskim, w powiecie zamojskim, w gminie Sułów.
W latach 1975–1998 miejscowość administracyjnie należała do województwa zamojskiego.
Wieś jest sołectwem w gminie Sułów. Według Narodowego Spisu Powszechnego z roku 2011 wieś liczyła 97 mieszkańców.
| 1827                                                               | 1890 | 1921 | 2011 | 2012 | 2013 | 2014 | 2015 |
| ------------------------------------------------------------------ | ---- | ---- | ---- | ---- | ---- | ---- | ---- |
| 124                                                                | 177  | 253  | 97   | bd   | 103  | 98   | 98   |
| Źródło: Dane własne gminy w BIP, GUS, Spis 1921, SgKP z roku 1890. |      |      |      |      |      |      |      |

Wierni Kościoła rzymskokatolickiego należą do parafii św. Apostołów Piotra i Pawła w Tworyczowie.

## Historia
Sułówek w wieku XIX stanowił wieś w powiecie zamojskim, ówczesnej gminie Sułów, parafii w Szczebrzeszynie, wieś odległa od Zamościa 27 wiorst. W roku 1890 wieś posiadała 17 osad i 177 mieszkańców wyznania rzymskokatolickiego z gruntem włościańskim 380 mórg oraz 30 morgami na prawach dworskich.

Według spisu z roku 1827 było 18 domów zamieszkałych przez 124 mieszkańców.
Spis powszechny z roku 1921 wykazał w Sułówku 45 domów zamieszkałych przez 253 mieszkańców w tym 2 Rusinów.